# Barentin
Barentin is een gemeente in het Franse departement Seine-Maritime (regio Normandië) en telt 12.836 inwoners (1999). De plaats maakt deel uit van het arrondissement Rouen.

## Geografie
De oppervlakte van Barentin bedraagt 12,7 km², de bevolkingsdichtheid is 1010,7 inwoners per km².

## Verkeer en vervoer
In de gemeente ligt spoorwegstation Barentin.
De onderstaande kaart toont de ligging van Barentin met de belangrijkste infrastructuur en aangrenzende gemeenten.

## Demografie
Onderstaande figuur toont het verloop van het inwonertal (bron: INSEE-tellingen).